# Kim Jong-o
Kim Jong-o  (kor. 김 종오; ur. 7 grudnia 1966) – południowokoreański zapaśnik w stylu wolnym. Olimpijczyk z Seulu 1988, gdzie zajął szóste miejsce w kategorii 52 kg.
Czwarty na mistrzostwach świata w 1991 i na igrzyskach azjatyckich w 1994. Brązowy medalista mistrzostw Azji w 1992 roku.